# Meshetski Turki
Meshetski Turki, tudi turški Meshetijci, ahiški Turki in turški Ahiski, (turško Ahıska Türkleri gruzinsko მესხეთის თურქები Meskhetis t'urk'ebi) so etnična podskupina Turkov, ki so nekdaj naseljevali regijo Mesheti v Gruziji, vzdolž meje s Turčijo. Turška prisotnost v Meshetiju se je začela s turško vojaško odpravo leta 1578, čeprav so se turška plemena naselila v regiji že v 11. in 12. stoletju.
Meshetski Turki so sedaj zelo razpršeni po nekdanji Sovjetski zvezi (pa tudi v Turčiji in ZDA) zaradi prisilnih deportacij med 2. svetovno vojno. Tedaj se je Sovjetska zveza pripravljala na sprožitev pritiska proti Turčiji in Stalin je želel počistiti strateško turško prebivalstvo v Meshetiju, ki bi bil verjetno sovražen do sovjetskih namenov.
Leta 1944 so meshetske Turke obtožili tihotapljenja, razbojništva in vohunjenja v sodelovanju s svojimi sorodniki čez turško mejo. Stalin jih je leta 1944 izgnal iz Gruzije in soočili so se z diskriminacijo in kršitvami človekovih pravic pred in po deportaciji. Približno 115.000 meshetskih Turkov so deportirali v Srednjo Azijo, pozneje pa se jih je le nekaj sto lahko vrnilo v Gruzijo, saj Gruzija ne dovoljuje repatriacije. Tisti, ki so se leta 1990 preselili v Ukrajino, so se naselili v barakarskih naseljih, kjer živijo sezonski delavci.

## Izvor in izrazi
Večina meshetskih Turkov se opredeljuje kot potomci osmanskih naseljencev. Progruzijsko zgodovinopisje tradicionalno trdi, da so meshetski Turki, ki govorijo karško narečje turškega jezika in pripadajo hanafijskemu madhabu sunitizma, preprosto turkizirani Meshetijci (etnografska podskupina Gruzijcev), spreobrnjeni v islam v obdobju med 16. stoletjem in letom 1829, ko je bila regija Samche-Džavaheti (zgodovinski Mesheti) pod oblastjo Osmanskega cesarstva. Vendar je ruski antropolog in zgodovinar, profesor Anatolij Hazanov, nasprotoval progruzijski pripovedi in dejal, da:
je povsem mogoče, da so privrženci tega [progruzijskega] stališča preveč poenostavili etnično zgodovino skupine, še posebej, če se jo primerja z drugo muslimansko gruzijsko skupino, Adžarci, ki so kljub spreobrnitvi v islam obdržali, ne samo gruzijski jezik, do neke mere pa tudi gruzijsko tradicionalno kulturo in samoidentifikacijo. V nasprotju s tem je bila tradicionalna kultura meshetskih Turkov, čeprav je vsebovala nekaj gruzijskih elementov, podobna turški.
Antropologinja Kathryn Tomlinson je poudarila, da je bila v sovjetskih dokumentih o deportacijah meshetskih Turkov leta 1944 skupnost zaradi njihove vere islama omenjana preprosto kot »Turki«, in ne samo oni, ampak so bili kot Turki navedeni tudi vsi muslimani Gruzije in so po njihovi drugi deportaciji iz Uzbekistana izumili izraz »meshetski Turki«. Po besedah Ronalda Wixmana se je izraz »meshetski« začel uporabljati šele v poznih 1950-ih. Dejansko večina meshetskih Turkov same sebe imenuje preprosto »Turki« ali »ahiški Turki« (turško Ahıska Türkleri), kar pomeni »Turki regije Ahiska«. Meshetijci včasih trdijo, da so bili srednjeveški Kumani-Kipčaki v Gruziji (Kipčaki v Gruziji) morda eden od njihovih možnih prednikov. Po mnenju zgodovinarjev je manj verjetno, ker je del Kipčakov med invazijo Mongolov zapustil Gruzijo, drugi pa so se pridružili Mongolom.

## Zgodovina

### Osmansko osvajanje
Z Amasijskim mirom (1555) so Mesheti razdelili na dva dela, pri čemer so Safavidi obdržali vzhodni del, Osmani pa zahodni. Leta 1578 so Osmani napadli posesti Safavidov v Gruziji, kar je sprožilo osmansko-safavidsko vojno 1578-1590, do leta 1582 pa so Osmani imeli v posesti vzhodni (safavidski) del Meshetija. Safavidi so ponovno pridobili nadzor nad vzhodnim delom Meshetija v začetku 17. stoletja. Vendar pa je z Zuhabskim mirom (1639) ves Mesheti padel pod osmanski nadzor, kar je končalo iranske poskuse, da bi ponovno zavzeli regijo.
Po koncu rusko-turške vojne leta 1829 so bile dežele zgodovinskega Meshetija razdeljene na dva dela (v skladu z Odrinskim mirom). Samche in Džavaheti sta postala del Rusije. Med letoma 1829 in 1917 je bil Mesheti del Tifliske gubernije, nato pa je bil za kratek čas del Demokratične republike Gruzije (1918–1921). Od leta 1921 do 1991 je bil del Gruzijske SSR.

### Sovjetska vladavina

#### Deportacija iz Gruzije v Srednjo Azijo leta 1944
15. novembra 1944 je tedanji generalni sekretar CK KPSZ, Stalin, ukazal deportacijo več kot 115.000 meshetskih Turkov iz njihove domovine, ki so jih na skrivaj pregnali z domov in zgnali v železniške vagone. Od lakote, žeje in mraza je umrlo od 30.000 do 50.000 deportirancev, kar je bila neposredna posledica deportacij in pomanjkanja, ki so jih utrpeli v izgnanstvu. Sovjetski stražarji so meshetske Turke vrgli na železniške tire po obsežni regiji, pogosto brez hrane, vode ali zavetja.
Po sovjetskem popisu prebivalcev leta 1989 je v Uzbekistanu živelo 106.000 meshetskih Turkov, v Kazahstanu 50.000 in v Kirgizistanu 21.000. V nasprotju z drugimi narodnostmi, izgnanimi med 2. svetovno vojno, za deportacijo meshetskih Turkov ni bil naveden noben razlog in je ostal tajen do leta 1968. Šele leta 1968 je sovjetska vlada končno priznala, da so bili meshetski Turki izgnani. Razlog za deportacijo meshetskih Turkov je bil, ker se je Sovjetska zveza leta 1944 pripravljala na začetek pritiska proti Turčiji. Junija 1945 je Molotov, ki je bil tedaj minister za zunanje zadeve, turškemu veleposlaniku v Moskvi predstavil zahtevo po predaji treh anatolskih provinc – Kars, Ardahan in Artvin. Ker se je Moskva pripravljala podpreti tudi armenske terjatve do več drugih anatolskih provinc, se je zdela vojna proti Turčiji možna in Stalin je želel očistiti strateško gruzijsko-turško mejo, kjer so bili naseljeni meshetski Turki in, ki bi bili verjetno sovražni do takšnih sovjetskih namenov.
Za razliko od drugih deportiranih muslimanskih skupin, meshetske Turke niso rehabilitirali in jim ni bilo dovoljeno vrniti se v domovino. Aprila 1970 so voditelji turškega meshetskega nacionalnega gibanja zaprosili na turško veleposlaništvo v Moskvi za dovoljenje za emigracijo v Turčijo kot turški državljani, če bo sovjetska vlada vztrajno zavračala, da jim dovoli preselitev v Mesheti. Vendar je bil odgovor sovjetske vlade aretacija meshetskih voditeljev.

#### Deportacija iz Uzbekistana v druge sovjetske države leta 1989
Leta 1989 so izbruhnili nemiri med meshetskimi Turki, ki so se naselili v Uzbekistanu, in domačimi Uzbeki Nacionalistične zamere do Meshetijcev, ki so tekmovali z Uzbeki za vire v prenaseljeni Ferganski dolini, so kar zavrele. Na stotine meshetskih Turkov je bilo ubitih ali ranjenih, skoraj 1.000 posesti je bilo uničenih in na tisoče meshetskih Turkov je pobegnilo v izgnanstvo. Večina meshetskih Turkov, približno 70.000, je odšla v Azerbajdžan, preostali del pa v različne regije Rusije (zlasti Krasnodarski okraj), Kazahstana, Kirgizistana in Ukrajine

### Khojalyjski pokol
Meshetski turški begunci, ki so bili preganjani v Srednji Aziji, so bili preseljeni v Azerbajdžan, kjer so se naselili v Khojalyju, nato pa so jih skupaj z Azerbajdžanci masakrirali.
Ruska novinarka Viktorija Ivljeva je fotografirala mestne ulice, posute s trupli prebivalcev, vključno z ženskami in otroki. Opisala je meshetske Turke iz Khojalyja, ki so jih ujeli armenski militanti. Udaril jo je armenski vojak in jo vzel za eno od ujetnikov, ko je pomagala meshetski Turkinji, ki je padla za množico s štirimi otroki, od katerih je bil eden ranjen in drugi novorojen.

### Vojna v Donbasu
Od maja 2014 je bilo zaradi spopadov med vladnimi silami in proruskimi separatisti približno 2.000 meshetskih Turkov prisiljenih pobegniti iz svojih domov v Ukrajini. Predstavnik turške meshetske skupnosti v vzhodnem mestu Doneck Nebican Basatov je dejal, da so tisti, ki so pobegnili, poiskali zatočišče v Rusiji, Azerbajdžanu, Turčiji in različnih delih Ukrajine. Več kot 300 meshetskih Turkov iz turško govoreče manjšine na vzhodu Ukrajine je prispelo v vzhodno turško provinco Erzincan, kjer bodo živeli v skladu z nedavno sprejetimi azilnimi ukrepi v državi.

## Demografija
Po sovjetskem popisu prebivalcev leta 1989 je v Sovjetski zvezi živelo 207.502 Turkov. Vendar so sovjetske oblasti zabeležile številne meshetske Turke kot pripadnike drugih narodnosti, kot so »Azeri«, »Kazahi", »Kirgizi in »Uzbeki«. Zato uradni popisi ne kažejo nujno pravega odraza resničnega prebivalstva meshetskih Turkov. Glede na popis prebivalstva v Azerbajdžanu leta 2009 je v državi na primer živelo 38.000 Turkov, vendar pri popisu ni razlike med meshetskimi Turki in Turki iz Turčije, ki so postali državljani Azerbajdžana, saj sta obe skupini v uradnem popisu razvrščeni kot »Turki« ali »Azerbejdžanci«. Glede na poročilo Visokega komisariata ZN za begunce, objavljeno leta 1999, je v Azerbajdžanu živelo 100.000 meshetskih Turkov. Nedelujoči Bakujski inštitut za mir in demokracijo je leta 2001 navedel, da je v Azerbajdžanu živelo od 90.000 do 110.000 meshetskih Turkov, podobno tudi akademske ocene kažejo, da turška meshetska skupnost v Azerbajdžanu šteje od 90.000 do 110.000.
V zadnjem času so se nekateri meshetski Turki v Rusiji, zlasti tisti v Krasnodarju, soočili s sovražnostjo krajevnega prebivalstva. Krasnodarski meshetski Turki so utrpeli znatne kršitve človekovih pravic, vključno z odvzemom državljanstva. Prikrajšane so jim državljanske, politične in socialne pravice ter jim je prepovedano imeti lastnino in zaposlovati se. Tako je od leta 2004 veliko Turkov zapustilo Krasnodarski okraj in so se kot begunci naselili v ZDA. Veliko jih je v Daytonu v Ohiu, skoraj 1.300 posameznikov, Še vedno jim je prepovedana popolna repatriacija v Gruzijo. Vendar pa je v Gruziji rasizem proti meshetskim Turkom še vedno razširjen zaradi razlik v prepričanju in etničnih napetosti.

## Kultura

### Jezik in pisava
Meshetski Turki govorijo vzhodnoanatolsko narečje turščine, ki izvira iz regij Kars, Ardahan in Artvin. Turško meshetsko narečje si je izposojevalo tudi iz drugih jezikov (vključno iz azerbajdžanskega, gruzijskega, kazaškega, kirgiškega, ruskega in uzbeškega), s katerimi so bili meshetski Turki v stiku med rusko in sovjetsko oblastjo.
Nekateri znanstveniki so predlagali domnevo o obstoju posebnega jezika meshetskih Turkov, ki pa ga podpira le del strokovnjakov za jezikoslovje – turkologov. Po tej teoriji se domneva, da je jezik meshetskih Turkov neposredno nadaljevanje staroturškega jezika, ki ga je v srednjem veku govorilo turško govoreče prebivalstvo Anatolije. Do 85 % meshetskih Turkov tekoče govori ruščino.
Za praktično zapisovanje jezika meshetskih Turkov se pogosto rabi cirilica. Tako se v slovarju, objavljenem leta 2011, uporablja ruska abeceda z dodatkom znakov Ғ ғ, Җ җ, Ө ө, Y ү, Ә ә. Druga različica abecede je bila uporabljena v priročniku o osnovah islama, ki je bil objavljen v Istanbulu leta 2019 – tam so uporabljene dodatne črke Ғ ғ, Қ қ, Ў ў, Ҳ ҳ.

### Religija
Večina meshetskih Turkov je sunitskih muslimanov, manjšina pa šiitskih muslimanov.

### Poroka
Poroke meshetskih Turkov so sestavljene iz tradicionalnega predloga ženinih staršev in, če nevestini starši predlog sprejmejo, se opravi zaročna zabava ali nişan. Vsi v nişanu dobijo obredno sladko pijačo, imenovano šerbet. Dejanska poroka traja dva dni. Prvi dan nevesta zapusti svojo hišo, drugi dan pa se zgodi poroka. Preden nevesta vstopi v moževo hišo s peto na čevlju z nogo razbije dve plošči in na vrata nanese med. Ta tradicija služi namenu, da bi novima nevesti in ženinu zaželeli srečo v njunem zakonu. Na koncu poroke sledi ples, pri katerem moški in ženske plešejo ločeno. Na koncu imata mladoporočenca svoj zadnji ples, ki se imenuje 'valček' in s tem zaključita poroko.

## Znane osebnosti
Sledi seznam osebnosti meshetsko turškega porekla:
- Sima Ağayeva (az) (rojena 1932), azerbajdžanska umetnica
- Fatih Ahıskalı (rojen 1976), turški glasbenik[52]
- Taner Akçam (rojen 1953), turški zgodovinar[53]
- Celal Al (rojen 1984), turški igralec  v Diriliş: Ertuğrul in Kuruluş: Osman[54]
- Osman Server Atabek (tr) (1886–1962), turški politik[55]
- Aslan Atem (rojen 1991), turški rokoborec[56]
- Refik Arif, kazaški poslovnež
- Tevfik Arif (rojen 1953), kazaško-turški milijarder, razvijalec nepremičnin, investitor s prebivališčem v ZDA[57][58]
- Ali Fuat Azgur (tr) (1928–2012), turški pesnik[59]
- Isgender Aznaurov (1956–1993), narodni heroj Azerbajdžana uzbeškega rodu, ki se je boril v 1. vojni v Gorskem Karabahu[60][61][62]
- Ömürbek Babanov (rojen 1970), kirgiški milijonar, politik, predsednik vlade Kirgizistana (2011-2012)[63]
- Yusuf Rıza Bey, osmanski vojak v posebnih enotah Teškilat-i mahsusa
- Ali Sami Boyar (tr) (1880–1967), turški slikar, muzeolog
- Erdoğan Çakıcı (tr) (1937–2017), turški igralec[64]
- Adil Əfəndiyev (az) (1907–1973), azerbajdžanski literarni kritik, prevajalec[65][66]
- Ata Demirer (rojen 1972), turški filmski ustvarjalec, komik, igralec, glasbenik[67][68]
- Şəfiqə Əfəndizadə (az) (1882–1959), azerbajdžanska vzojiteljica, pisateljica, publicistka, novinarka, filantropka[69][70][66]
- Muharrem Ergin (tr) (1923–1995), turški jezikoslovec, turkolog[71]
- Cabbar Faiqov (az) (rojen 1963), aterbajdžanski vojaški zdravnik
- Aşıq Feydayi (az) (1783–????), azerbajdžanski ašik
- Əbdürrəhman Güləhmədov (az) (1908–????), azerbajdžanski znanstvenik, doktor kmetijskih znanosti
- Xalis Güləhmədov (az), azerbajdžanski znanstvenik, doktor kmetijskih znanosti
- Asif Hacılı (az) (rojen 1960), azerbajdžanski literarni kritik, folklorist
- Ahıskalı Ali Haydar (tr) (1870–1960), turški pravnik, duhovnik, sufi, mistik
- Nijaz Anvarovič Iljasov (rojen 1995), ruski judoist, prejemnik medalj na Svetovnih prvenstvih v judu leta 2018 in 2019
- Elvira Kamaloğlu (rojena 2001), turška rokoborka ukrajinskega rodu[72]
- Tohir Kapadze (ru) (rojen 1955), sovjetski in uzbeški nogometni trener
- Temur Kapadze (rojen 1981), uzbeški nogometaš[73]
- Handan Musaoğlu Kasa, turški voditelj na TBMM TV[74]
- Mediha Kayra (1902–2003), osmansko-turška pisateljica, učiteljica[75]
- Abubekir Kurşumov, ruski arhitekt, lastnik gradbenega podjetja KavkazStroyGrupp[76]
- Movlud Miralijev (rojen 1974), azerbajdžanski judoist uzbeškega rodu[77][78]
- Muhtar Muhtarov (rojen 1986), kazaški nogometaš
- Bahram Muzaffer (rojen 1986), uzbeški amaterski boksar[79]
- Ömər Faiq Nemanzadə, (1872–1937), azerbajdžanski publicist, novinar[80][66]
- Minur İsa Oğlu Mamedov (ru) (1924–2012), ruski podčastnik, udeleženec vojne na vzhodni fronti, trikratni nosilec reda slave[81]
- Fatih Osmanlı (rojen 1979), kazaški igralec v turški zgodovinski drami Kuruluş: Osman[82]
- Buğra Öner, turški profesionalni boksar[83]
- Alptuğ Öner, turški profesionalni boksar[83][84]
- Cüneyt Özdemir (rojen 1970), turški novinar, televizijski voditelj, producent[85]
- Silahdar İbrahim Paşa, osmanski državnik
- Əhməd bəy Pepinov (1893–1938), azerbajdžanski državnik, minister za kmetijstvo, poslanec parlamenta Azerbajdžana[86][66]
- Mikail Suleymanov, uzbeški igralec, tekstopisec, filmski režiser[87]
- Ravil Tagir (rojen 2003), turški nogometaš kazaškega rodu[88]
- Fırat Tanış (rojen 1975), turški igralec[89]
- Yalçın Topçu (rojen 1957), turški politik, nekdanji minister za kulturo in turizem v letu 2015[90]
- Malik Muhlis Ugli (ru) (rojen 1949), uzbeško-ruski vzgojitelj